# 台湾の世界遺産候補地
台湾の世界遺産候補地（たいわんのせかいいさんこうほち）は、中華民国（台湾）の行政院が公式に選定している文化遺産、自然遺産の一覧で、中華民国政府は国際連合教育科学文化機関 (UNESCO) の世界遺産リストに登録されるべき価値を持つと主張している。確かに、台湾には世界遺産級の景勝や大自然があると言われるが、世界遺産への推薦は世界遺産条約締約国しか行うことができず、未締約の台湾は世界遺産候補を推薦できない。
一つの中国を謳い台湾の領有権を主張する中華人民共和国は、過去にマカオ（UNESCO準会員）の歴史地区を自国の世界遺産として推薦・登録したりしているが、台湾の世界遺産候補については、正式推薦以前に、暫定リストにすら含めたことがない。
台湾当局は2002年から選定をはじめ、2017年時点では18件が候補地として認定されている。当局は単に候補地を選定するだけでなく、世界遺産についての啓発活動や候補地の調査・広報などについても積極的に展開している。

## 候補地一覧表
以下が行政院によって公式に選定された物件である（2017年時点）。日本語名と分類は平野 2017に、台湾名、英語名、選定年は台湾文化資産局の表記にそれぞれ依拠している。なお、分類につけた数字は世界遺産登録基準のどれに当てはまると主張しているのかを指す。それらはUNESCOや世界遺産委員会が認定したものではないが、台湾当局がどのような観点からの価値を主張しているのかを示すものである。
| 画像 | 物件名（日本語名、台湾名、英語名の順）                                                                                | 分類            | 選定年 | 備考 |
| ---- | --- | --------------- | ------ | --- |
|      | 玉山国家公園 玉山國家公園 YuShan National Park                                                                        | 自然 7, 9, 10   | 2003年 | 台湾最高峰の3,952 メートルの玉山は、日本統治時代には「新高山」（にいたかやま）と呼ばれた。その自然美と多様な生物相が評価されている。                                                                                  |
|      | 太魯閣国家公園 太魯閣國家公園 Taroko National Park                                                                    | 自然 7, 9, 10   | 2003年 | 太魯閣峡谷は台湾の中でも特に優れた景観とされる地形で、日本統治時代には次高タロコ国立公園に指定されていた。 |
|      | 棲蘭山檜木林（せいらんさんひのきりん） 棲蘭山檜木林 Cilan Mountain Cypress Forest                                     | 自然 8, 10      | 2003年 | 4県にまたがる森林地区で、タイワンヒノキ、ベニヒなどが見られる。タイワンヒノキは質のよいことで知られ、法隆寺、薬師寺の昭和の大改修にも使われた。                                                                       |
|      | 大屯火山群 Datun Volcano Group                                                                                        | 自然 8, 9, 10   | 2003年 | 大屯山は陽明山国家公園の中心的位置をしめる火山地域で、台湾の火山地形や生態系が最もよく現れている。 |
|      | 澎湖玄武岩自然保留区 澎湖玄武岩自然保留區 Penghu Columnar Basalt Nature Reserve                                       | 自然 7, 8, 10   | 2003年 | 柱状節理や海蝕地形など、澎湖に残る多様な玄武岩地形が対象になっている。 |
|      | 阿里山森林鉄道 阿里山森林鐵路 Alishan Forest Railway                                                                  | 文化 1, 3, 4    | 2003年 | 阿里山森林鉄道は、既に世界遺産になっているゼメリング鉄道やレーティッシュ鉄道アルブラ線・ベルニナ線と周辺の景観などを上回る高低差を走り、そこで使われている技術の点からも、傑出した山岳鉄道と位置づけられている。      |
|      | 台鉄旧山線 臺鐵舊山線 Old Mountain Line Railway                                                                       | 文化 1, 2       | 2003年 | 台湾最高地の駅である勝興駅は釘を1本も使わないで建てられた駅でもある。旧山線は廃線となったが、その結果、かえって独特の景観が保存されることとなり、かえって観光地としてにぎわうことになった。                           |
|      | 楽生療養院 樂生療養院 Losheng Sanatorium                                                                              | 文化 2, 5       | 2009年 | 1930年建設のハンセン病の療養所であり、負の世界遺産の可能性も視野に入れられている。 |
|      | 水金九鉱業遺跡 水金九礦業遺址 Shuei-Jin-Jiou Mining Sites                                                             | 文化 2, 5       | 2003年 | 「水金九」は、「水湳洞」「金瓜石」「九份」のことで、いずれも19世紀末から100年ほど採掘されていた鉱山遺跡と鉱山町で、金、銀、銅の採掘でにぎわった。とりわけ九份は、映画『悲情城市』の舞台として、一気に知名度を上げた。 |
|      | 烏山頭ダムと嘉南大圳 烏山頭水庫及嘉南大圳 Wushantou Reservoir and Jianan Irrigation Waterways                         | 文化 1, 4       | 2009年 | 「圳」は用水路を意味し、いずれも日本統治時代に八田與一が手がけた。烏山頭ダムは建設当時は世界最大だった。 |
|      | 桃園台地の埤塘 桃園臺地陂塘 Taoyuan Tableland and Pounds                                                              | 文化 5          | 2009年 | 埤塘はため池のことで、18世紀以来数多く形成され、八田與一らがより優れた仕組みに再編成した。 |
|      | 卑南遺跡と都蘭山 卑南遺址與都蘭山 Beinan Archaeological Site and Mt. Dulan                                            | 文化 3, 6       | 2003年 | 先史時代の遺跡群などを対象としている。 |
|      | 排湾族と魯凱族の石板屋集落 排灣族及魯凱族石板屋聚落 Paiwan and Rukai Settlement of Slate Constructions                | 文化 2, 5       | 2009年 | 台湾原住民の伝統的な集落。 |
|      | 金門島戦地文化 金門戰地文化 Kinmen Battlefield Culture                                                                | 文化 2, 3, 4, 5 | 2003年 | 金門島に残る伝統的漢人集落、東南アジア系のコロニアル建築、戦争遺跡などで構成される。 |
|      | 淡水紅毛城と周辺歴史建築群 淡水紅毛城及其週遭歷史建築群 Fort San Domingo and Surrounding Historical Buildings, Tansui | 文化 2, 6       | 2003年 | 紅毛城はスペイン人の木造要塞サン・ドミンゴ要塞の焼失後に、オランダ人（紅毛人）が17世紀に建設した要塞のことで、周辺には、洋風建築を含む様々な時代の建造物群が独特の街並みを形成している。                              |
|      | 馬祖島戦地文化 馬祖戰地文化 Matsu Battlefield Culture                                                                 | 文化 2, 3, 4    | 2009年 | 馬祖島も金門島と同じように軍事施設が残るが、金門島と違い、実際に戦場にならなかった分、伝統的な建築も含めて良好に残存している。                                                                                        |
|      | 澎湖石滬群（ほうこせきこぐん） 澎湖石滬群 Penghu Stone Fish Weirs                                                     | 文化 1, 5       | 2009年 | 石滬は潮の干満の差を利用して魚を取るための石垣で、新石器時代にまで遡るとされる伝統的漁撈設備である。 |
|      | 蘭嶼集落と自然景観 蘭嶼聚落與自然景觀 Orchid Island and The Tao (Yami)                                                | 複合 5, 9       | 2003年 | 蘭嶼の自然景観、およびそれと結びついたタオ族の、文化的景観を対象とする。 |

## 外国の反応
日本では2014年に一般社団法人「台湾世界遺産登録応援会」が設立され、越智良典（日本旅行業協会事務局長）、鳥居徹（東京大学大学院新領域創成科学研究科教授）、平田勝政（長崎大学教育学部教授）らが顧問に名を連ねている（肩書きは2017年時点）。理事である平野久美子は、編著書『ユネスコ番外地 台湾世界遺産級案内』（中央公論新社、2017年）を刊行している。
2016年12月、世界遺産「インドの山岳鉄道群」を擁するインドは、台湾の鉄道遺産の世界遺産遺産登録に関し、台湾鉄路管理局と協力意向書を交わした。